# Lápida de Fermín Canella Secades
La escultura urbana conocida por el nombre Lápida a Fermín Canella, ubicada en la calle Fruela n.º 9, en la ciudad de Oviedo, Principado de Asturias, España, es una de las más de un centenar que adornan las calles de la mencionada ciudad española.
El paisaje urbano de esta ciudad,  se ve adornado por  obras escultóricas, generalmente monumentos conmemorativos dedicados a personajes de especial relevancia en un primer momento, y más puramente artísticas desde finales del siglo XX.
La escultura, hecha en piedra, es obra de Víctor Hevia, y está datada en 1926.
Fermín Canella fue Cronista Oficial de Oviedo, además de rector de la Universidad de Oviedo, siendo nombrado  Hijo Predilecto de la ciudad. La escultura es realmente una placa esculpida en su memoria, que fue colocada en la casa donde residía el eminente asturianista y académico. La placa, hecha en piedra presenta esculpido el relieve del perfil de este insigne asturiano, y lo flanquea por la Cruz de la Victoria y el escudo de las Universidad. Además la placa presenta en los laterales externos unas columnas que recuerdan los balcones del palacio de Ramiro I.